# Niinivesi
Het Niinivesi is een meer in het Finse Landschap Pohjois-Savo.
Het 75,66 km² grote en 37 km lange meer ligt op een hoogte van 97,9 m. De aanvoer vanuit het nabijgelegen meer Iisvesi komt door de engtes Säynätsalmi en Vaajasalmi. De afvoer gebeurt door de stroomversnelling Nokisenkosi aan de zuidkant, naar het Miekkavesi.
Het Niinivesi maakt deel uit van een merengroep die door de afwatering via het Konnevesi en het Päijänne tot het stroomgebied van de Kymijoki behoort.